# KTurtle
KTurtle ist eine Entwicklungsumgebung für TurtleScript, die den spielerischen Einstieg in die Programmierung erlaubt. Die Software ist Teil des KDE Education Projects und steht unter der GNU General Public License.

## Software
TurtleScript ist entfernt an die Programmiersprache Logo angelehnt und erlaubt einfache Zeichnungen und mathematische Berechnungen. Eine Besonderheit von TurtleScript ist, dass die Befehle in die Muttersprache des Lerners übersetzt werden können, d. h., er kann den Quellcode und die Befehle in seiner Muttersprache lesen und auch in seiner Muttersprache programmieren. Dies soll den Einstieg erleichtern. Mittels Einstellungen kann die Sprache geändert werden.

## Beispielprogramm
Mit diesem Code zeichnet die Schildkröte ein Rechteck.
```
 
zeichne
 
ein
 
Rechteck

 
zurücksetzen

 
wiederhole
 
2
 
{

   
vorwärts
 
60

   
linksdrehen
 
90

   
vorwärts
 
140

   
linksdrehen
 
90

 
}

```

## Besonderheiten
Die Software bringt verschiedene Möglichkeiten mit, die die Kontrolle der Programmausführung verbessern. So wird etwa bei der Ausführung eines Code-Beispiels der Quelltext angezeigt und es wird farblich hervorgehoben, welche Codezeile gerade vom Programm bearbeitet wird. Mit der Version 0.8 wurden die Kontrollmöglichkeiten nochmals verbessert. Der neue „Inspector“ gibt zudem Auskunft über neu gelernte Befehle sowie über Variablen und ihre Werte.

## Grenzen
Die KTurtle-Programmiersprache und -IDE sind nur für Unterrichtszwecke gedacht, bei denen turtle graphics genutzt werden soll. Für andere Zwecke ist KTurtle nicht gedacht und nicht geeignet.

## Vergleichbare Programme

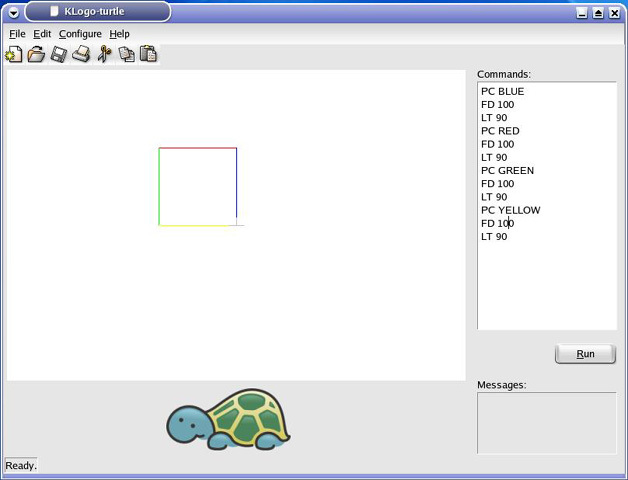
KLogo-Turtle (2003)

Eine wichtige Inspirationsquelle für KTurtle war die KDE-Software KLogo-Turtle von Euclides Chuma, die auch optisch einige Ähnlichkeiten mit KTurtle aufweist. Das Projekt wird seit 2006 nicht mehr kontinuierlich weiterentwickelt.